# Itzhak Danziger

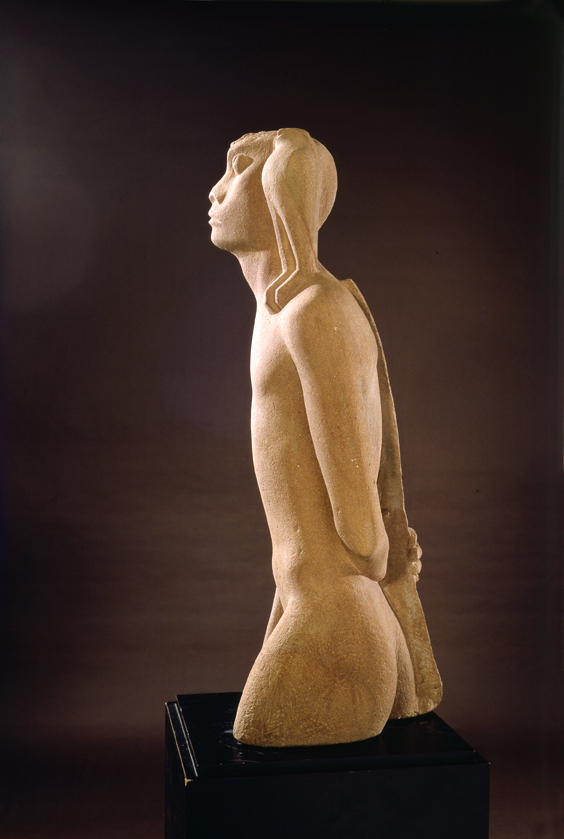
Nimrod (1939), (95 × 33 × 33 cm), Israel-Museum

Itzchak Danziger (hebräisch יִצְחָק דַּנְצִיגֶר Jizchaq Danzīger, in Sprachen ohne den Laut ch [IPA χ]: auch Itzhak, vollständiger Name Max Wilhelm Itzchak Danziger; * 26. Juni 1916 in Berlin; † 11. Juli 1977 in Ramla, Israel) war ein in Deutschland geborener israelischer Bildhauer und Landschaftsarchitekt.

## Leben und Werk

### Leben
Itzchak Danziger wurde in eine jüdische Familie geboren, die dem Zionismus anhing. Seine Mutter Malka Rosenblüth war eine Grundschullehrerin und sein Vater Felix Chirurg; geheiratet hatten sie 1912. Aus dieser Ehe entstanden drei Kinder, seine Schwester Hava wurde 1915 in Berlin geboren, er ein Jahr später und sein Bruder Michael danach in Hamburg.
Itzchak wurde nach seinem Onkel Max-Isaak Rosenblüth benannt, der einige Tage vor seiner Geburt im Ersten Weltkrieg an der russischen Front fiel. Itzchak Danzigers Mutter hatte zwei Brüder, einer hieß Leo, er war der Großvater des Journalisten Emanuel Rosen und der Bruder Felix war der erste Justizminister des Staates Israel. Felix hebräisierte seinen Namen zu Pinchas Rosen.
Sein Vater Felix erwarb im Militärsanitätsdienst im Ersten Weltkrieg das Eiserne Kreuz, wurde 1914 aus dem kaiserlichen Deutschen Heer entlassen und arbeitete anschließend als Chirurg in einem Krankenhaus in Berlin. Er schloss sich der zionistischen Jugendwanderbewegung Blau-Weiß an und ging wegen antisemitischer Stimmungen in Berlin mit seiner Familie nach Hamburg, wo er am Krankenhaus Jerusalem arbeitete und den Plan fasste, nach Israel auszuwandern. 1923 immigrierte die Familie Danziger in das britische Mandatsgebiet Palästina nach Jerusalem, wo Felix Danziger erstmals eine Privatklinik namens Qliniqat Danziger (קְלִינִיקַת דַּנְצִיגֶר) gründete. Seine Eltern freundeten sich mit den dort lebenden Muslimen an und Itzchak verbrachte mit Prinz Nayef bin Abdullah einen Sommer lang am Hof des damaligen Emirs Abdallah ibn Husain I. von Transjordanien, dessen Vater. 1929 ging die Familie nach Tel Aviv, wo Felix Danziger den Beit haCholim Danziger (בֵּית הָחוֹלִים דַּנְצִיגֶר) eröffnete, eine Privatklinik die bis 1976 bestand. Nach seiner Bagrut (gymnasialer Schulabschluss) studierte Itzchak von 1934 bis 1937 an der Slade School of Fine Art in London. Häufig hielt er sich in London in der ägyptischen und assyrischen Abteilung im British Museum auf. Diese Aufenthalte inspirierten sein Werk.

### Werk
Die bedeutendste Arbeit Danzigers ist Nimrod, nach dem biblischen Helden Nimrod, eine der ersten modernen unbekleideten menschlichen Skulpturen Israels, die zunächst umstritten war, aber anschließend sowohl in Israel als auch im Ausland große Anerkennung fand. Diese biblische Figur wurde zu einem Symbol der Jungen Hebräer, die an die Mythen von Nimrod anknüpften. Diese Bewegung fand zwar keinen massenhaften Anhang, aber sie hatte langanhaltenden Einfluss auf die Intellektuellen Israels der 1940er und 1950er Jahre. Die Skulptur befindet sich im Israel-Museum in Jerusalem.
Danziger ist in Israel auch als Landschaftsarchitekt bekannt und wurde an der Technion Faculty of Architecture zum Professor ernannt. In jüngster Zeit hat diese Fakultät Danziger eine Ausstellung zum Thema Earth, Water, Tree (deutsch: Erde, Wasser, Baum) gewidmet.

#### Nimrod
Nach seiner Rückkehr nach Palästina im Jahr 1938 schloss er sich einer Intellektuellenbewegung an, die vornehmlich aus Schriftstellern bestand, sich als die Jungen Hebräer bezeichnete und von ihren Gegnern abwertend Kanaʿaniter (vgl. Kanaanismus) genannt wurde. Die kulturpolitische Bewegung der Jungen Hebräer setzte sich radikal von der strengen religiösen Orthodoxie des Judentums, deren Lebensformen und Geschichte ab. Aus dieser Bewegung heraus entstand später die Ofaqīm Chadaschīm (hebräisch אֳפָקִים חֳדָשִׁים ‚Neue Horizonte‘), eine Künstlergruppe, der unter anderen auch der Bildhauer Dov Feigin und der Maler Avschalom ʿŌqaschī (אַבְשָׁלוֹם עוֹקָשִׁי; 1916–1980) angehörte.
In der Zeit von 1938 bis 1939 kreierte Danziger die Skulptur Nimrod. Dieses Werk mit einer Höhe von 95 cm wurde aus rötlichem nubischen Sandstein geschaffen, aus dem auch die antike Stadt Petra in Jordanien besteht. Die Skulptur stellt einen nackten unbeschnittenen Jäger mit einem Falken auf seiner Schulter dar. Als die Skulptur enthüllt wurde, die die Hebräische Universität Jerusalem in Auftrag gegeben hatte, protestierten religiöse jüdische Kreise. Allerdings erfuhr die Skulptur in den folgenden Jahren allgemeine Anerkennung als ein Meisterwerk der israelischen Kunst und hatte Einfluss auf das spätere Werk von Bildhauern, Malern, Schriftstellern und Dichtern.
Die Figur bildet die Verbindung von Skulpturen des Mittleren Ostens und modernen skulpturalen Darstellungen des menschlichen Körpers und ist stark von der antiken ägyptischen Kunst aus der Zeit des Pharao Chephren beeinflusst. Nimrod zeigt das Motiv eines entschlossenen Jägers unter Weglassung der Arme mit einem Jagdvogel, was auf die ägyptischen archäologischen Fragmente und künstlerischen Arbeiten des frühen Nahen Osten hinweist.

#### Nach 1945
1945 zog Itzchak Danziger nach Paris und in der Zeit von 1945 bis 1948 reiste er kontinuierlich zwischen Tel Aviv, Paris und London. In dieser Zeit assistierte er in Paris Ossip Zadkine und Constantin Brâncuși bei der Ausführung ihrer Arbeiten.
1948 zog er von Paris nach London, wo er bis 1955 wohnte und Kontakte zu den Bildhauern Kenneth Armitage und Eduardo Paolozzi hielt.
Als Itzchak Danziger durch das Mexikanische Olympische Komitee nominiert wurde, erstellte er in den Jahren 1967/1968 den künstlerischen Beitrag Israels. Das Kunstwerk Ohne Titel ist Bestandteil des Skulpturenwegs Ruta de la Amistad in Mexiko-Stadt, der aus Anlass der Olympischen Sommerspiele 1968 aufgebaut wurde.
Im Jahre 1968 wurde er mit dem Israel-Preis für sein Werk ausgezeichnet.
1977 kam Itzchak Danziger bei einem Autounfall ums Leben.

## Fotogalerie

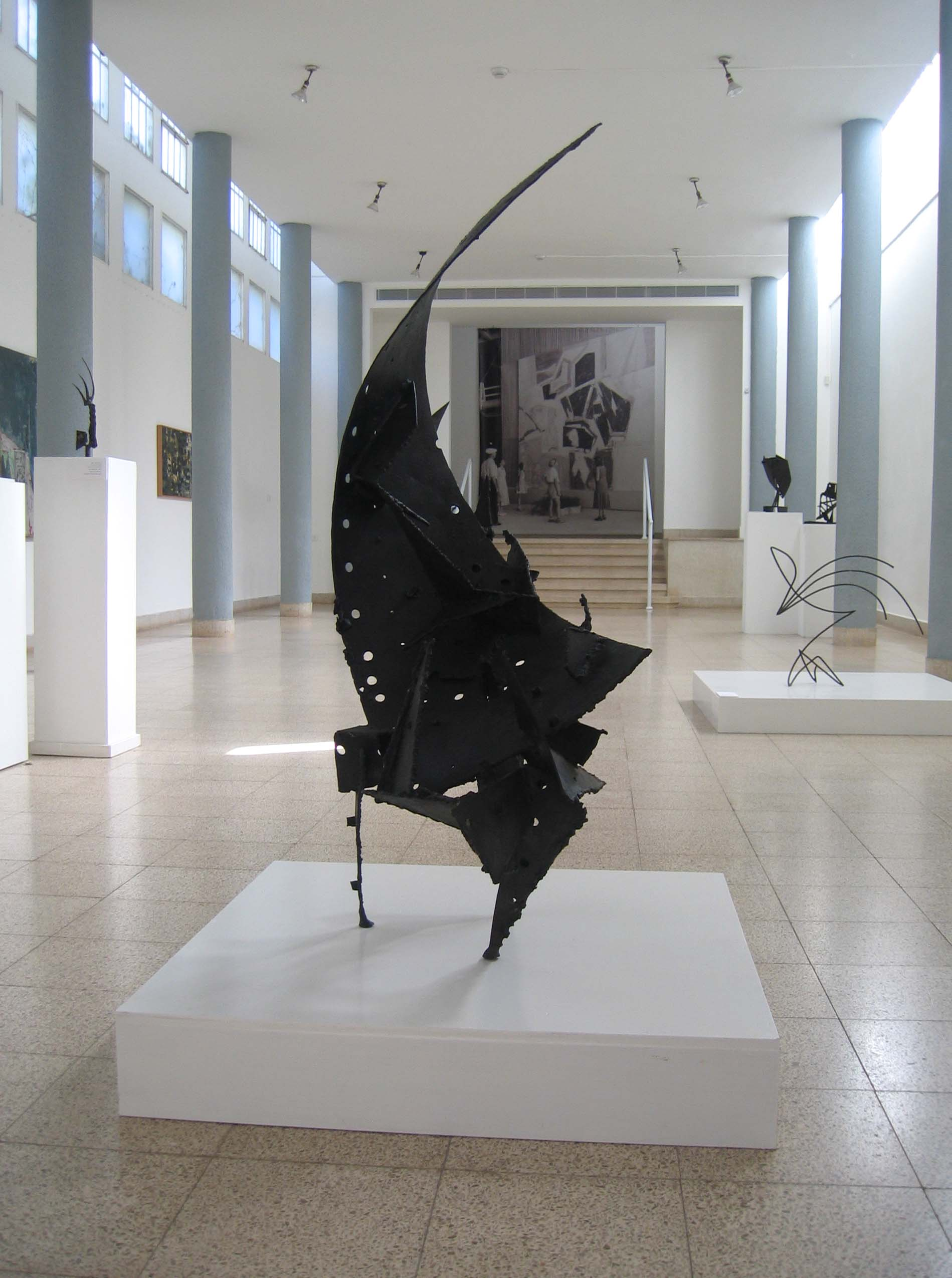
Der brennende Busch (1959), Haifa Museum of Art
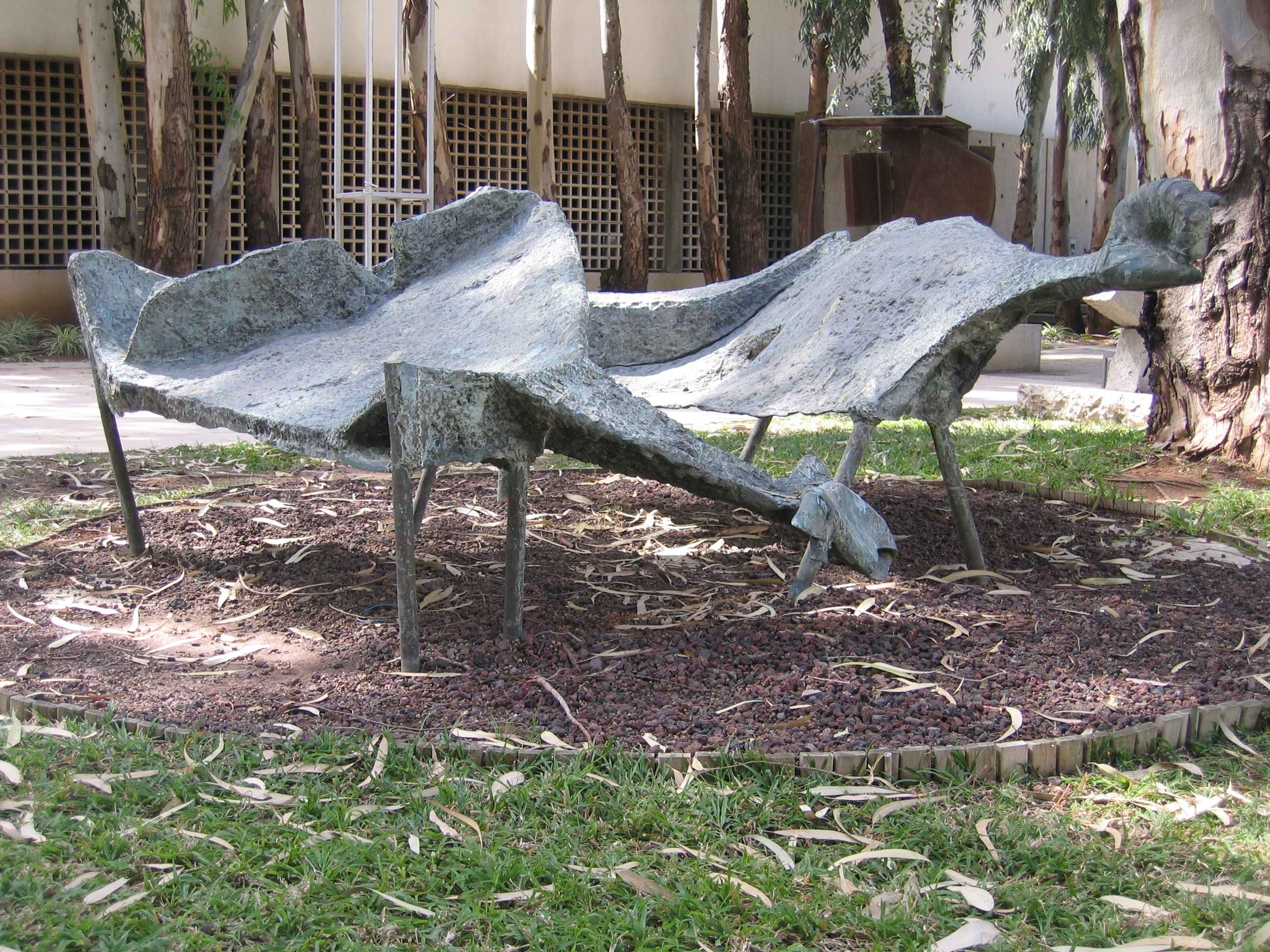
Schaf von Negev (1963), Lola Beer Ebner Sculpture Garden
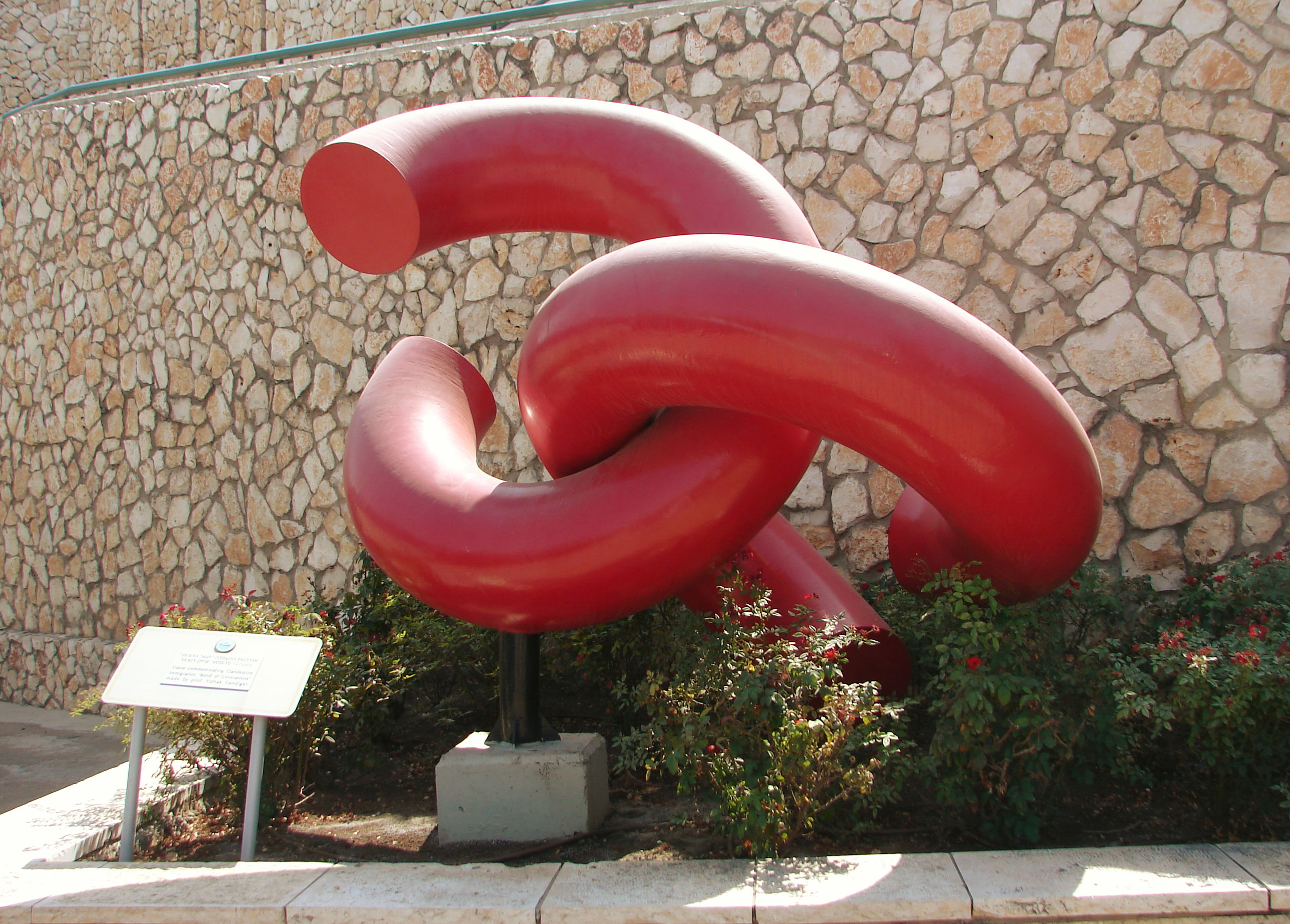
Verbindung der Generationen (1969), David-HaCohen-Museum der heimlichen Einwanderung, Haifa
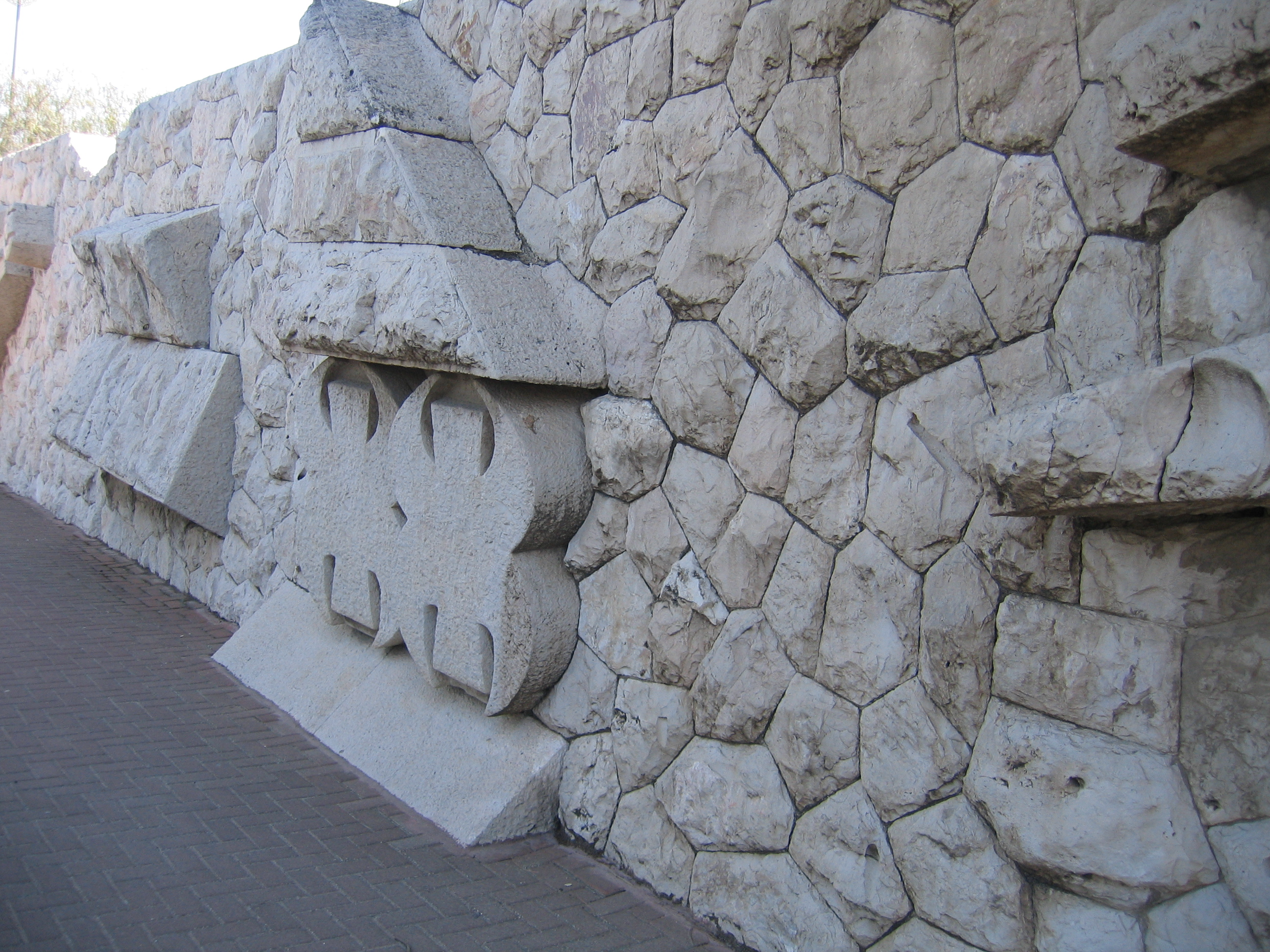
Mauerrelief (1958), Campus Givʿat Ram der Hebräischen Universität Jerusalem
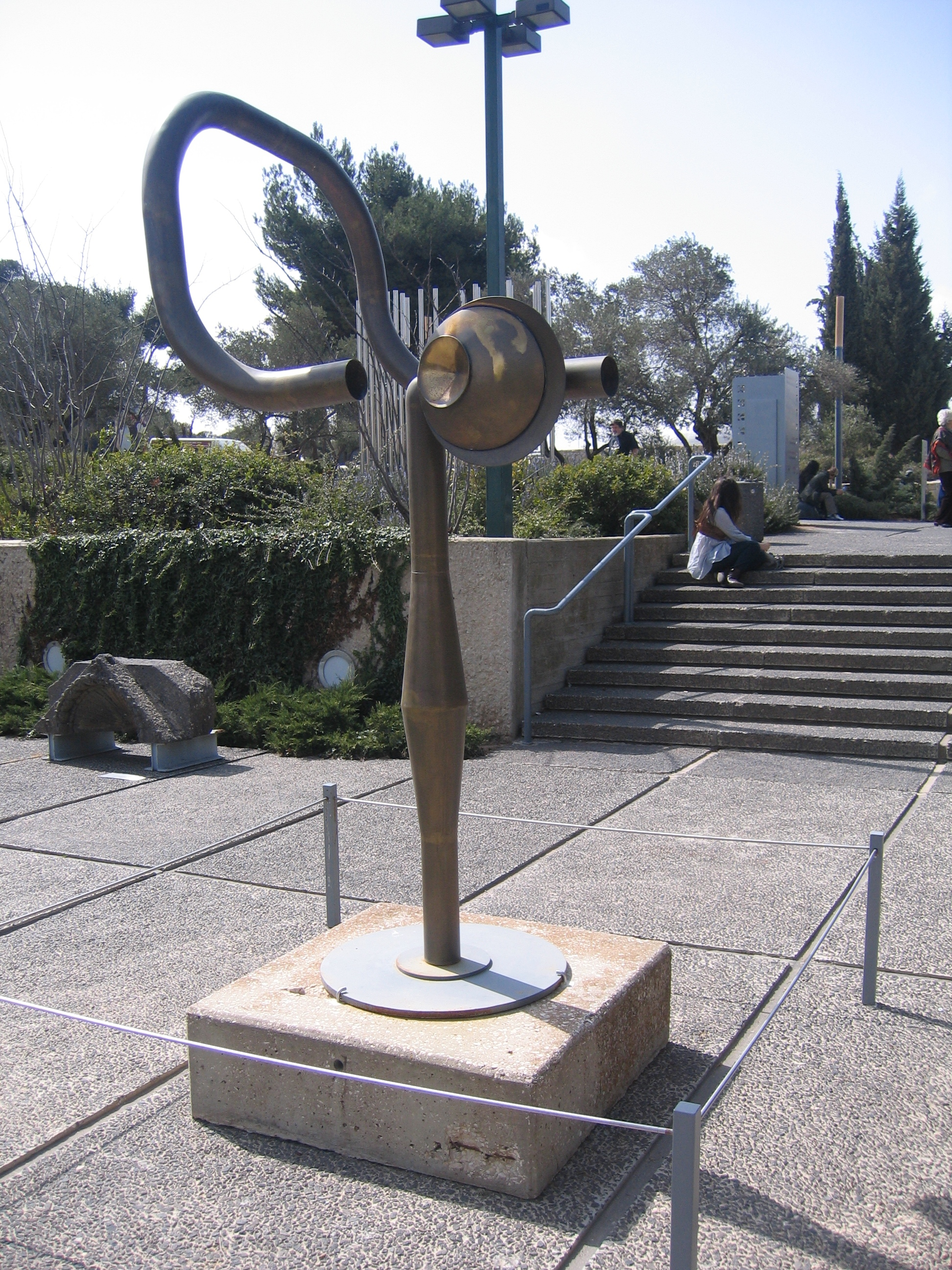
Hirtenkönig (1965/1966), Israel-Museum, Jerusalem
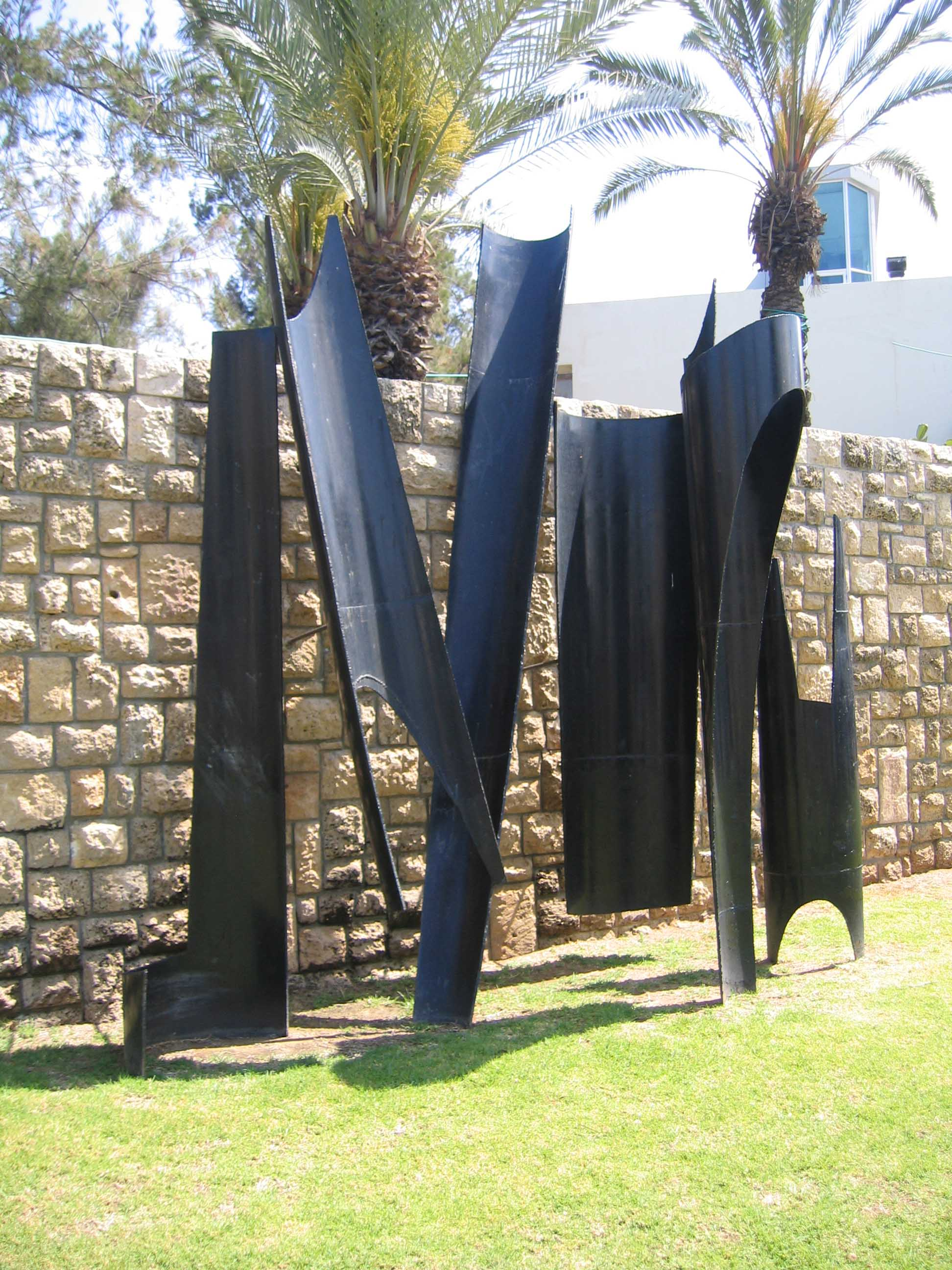
Den Gefallenen (1962), Cholon